# Erdei tintagomba
Az erdei tintagomba (Coprinellus silvaticus) a porhanyósgombafélék családjába tartozó, Európában és Észak-Amerikában honos, lombos fák korhadó maradványain élő, nem ehető gombafaj. 

## Megjelenése
Az erdei tintagomba kalapja fiatalon tojásdad alakú és 1-3,5 cm magas, 2,5 cm széles. Később kúposan, vagy harang alakúan kiterül kb. 4,5 cm szélesen; ritkán egészen lapos is lehet. Közepe eleinte sötét vörösbarna, széle okkerbarna vagy sárgásbarna; később sötétbarnává sötétül, idősen feketén folyósodik. Felszíne eleinte finoman szemcsés, majd sima; széle majdnem a kalap közepéig bordázott. Széle idősen gyakran beszakadozik.
Húsa vékony, törékeny, színe halványbarna. Szaga és íze nem jellegzetes. 
Sűrű, viszonylag széles lemezei éppenhogy tönkhöz nőttek vagy szabadon állnak. Színük eleinte fehéres, majd megbarnulnak, megfeketednek, idősen részlegesen tintaszerűen elfolyósodnak. 
Tönkje 4-8,5 cm magas és 0,2-0,6 cm vastag. Alakja egyenletesen hengeres, törékeny. Felszíne sima vagy finoman szőrös. Színe fehéres, a töve felé halvány sárgásbarnás. 
Spórapora fekete. Spórája elölről tojásdad, oldalról mandulaforma, felszíne finoma szemölcsös, mérete 10-15 x 7-10 µm.

### Hasonló fajok
A kerti tintagomba és a csillámló tintagomba hasonlít hozzá; ezek kalapján csillogó finom szemcsék találhatók. 

## Elterjedése és termőhelye
Európában és Észak-Amerikában honos. Magyarországon ritka.  
Lombos erdőkben, parkokban, kertekben, erősen korhadó faanyag közelében található meg. Áprilistól szeptemberig terem. 
Nem ehető. 